# Dieter Glemser

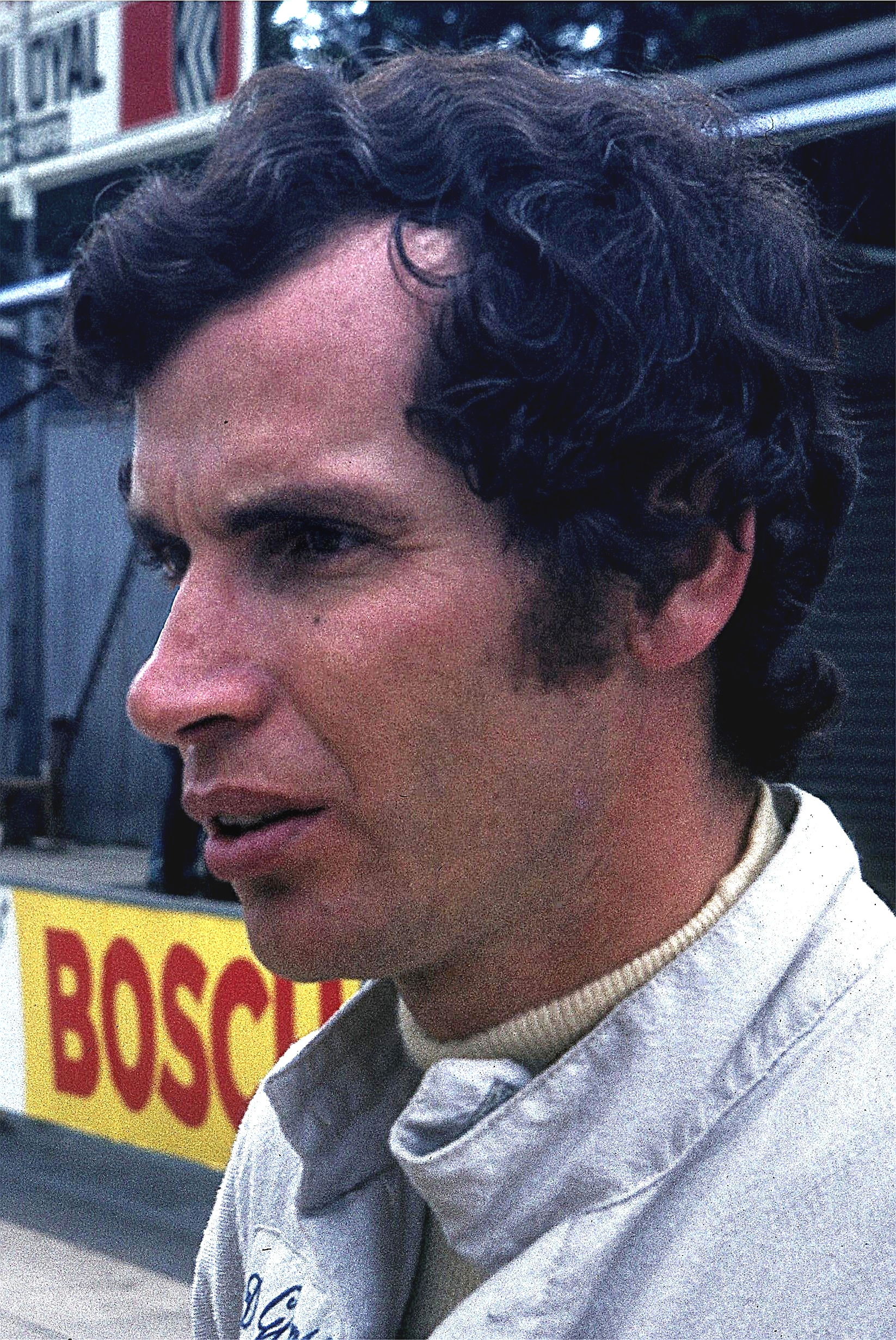
Dieter Glemser 1972

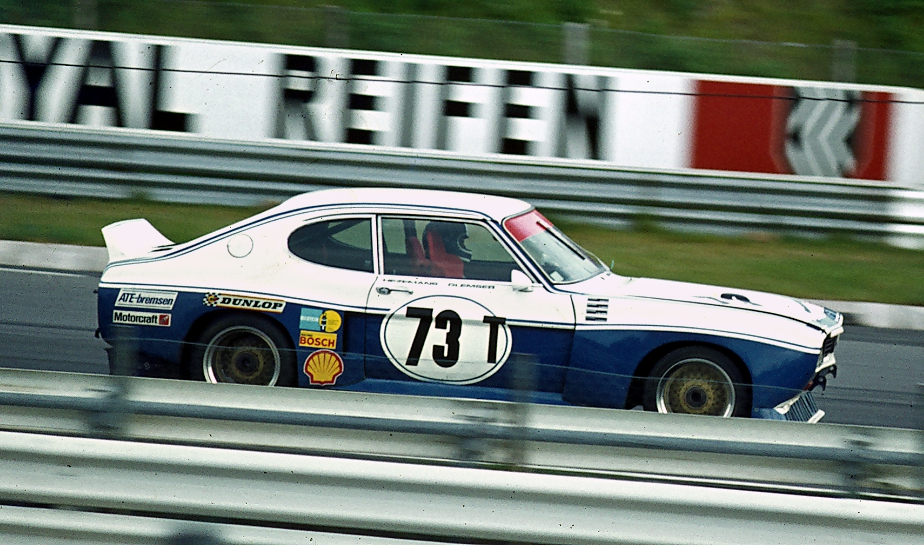
Glemser im Ford Capri beim 1000-km-Rennen auf dem Nürburgring 1974

Dieter Glemser (* 28. Juni 1938 in Stuttgart) ist ein ehemaliger deutscher Automobilrennfahrer, der sowohl in Tourenwagen-Rennen als auch bei Rallyes und beim 24-Stunden-Rennen von Le Mans aktiv war. Mit verschiedenen Tourenwagen wurde er Europameister und zwei Mal Deutscher Rennsportmeister. Vor und noch während seiner Rennsportkarriere arbeitete Glemser als Gärtner im Betrieb seiner Eltern.

## Karriere
Seine Karriere begann in den frühen 1960ern, am Anfang fuhr er einen Porsche 356. 1963 gewann er die Polen-Rallye in einem Mercedes-Benz 220 SE. 1966 war er Porsche-Werksfahrer auf dem Typ 906. In der ersten Hälfte der 1970er fuhr er viele Erfolge für die Marke Ford ein. 1971 gewann Glemser die Tourenwagen-Europameisterschaft sowie 1973 und 1974 auf Ford Escort die Deutsche Rennsportmeisterschaft. 1972 wurde er zusammen mit Àlex Soler-Roig Elfter beim 24-Stunden-Rennen von Le Mans und beim auf 753,6 km verkürzten 1000-km-Rennen auf dem Nürburgring 1974 belegten Glemser und Toine Hezemans auf Ford Capri RS ebenfalls Platz elf im Gesamtklassement und gewannen die Klasse der Tourenwagen über 2 Liter Hubraum.
Nach einem schweren Unfall infolge eines Reifenschadens beim Tourenwagenrennen von Macao im November 1974, bei dem mehrere Zuschauer verletzt wurden, beendete Glemser seine Laufbahn. Es war Glemsers zweiter schwerer Unfall innerhalb kurzer Zeit. Beim Großen Preis der Tourenwagen 1973 auf dem Nürburgring überschlug sich im Streckenabschnitt Wehrseifen nach einem Lenkungsbruch sein Ford Capri RS, wobei er schwere Prellungen und Rippenbrüche erlitt.
Nach dem Ende seiner Karriere als Rennfahrer arbeitete Glemser als Berater und Manager mehrerer Automobilhersteller und verschiedener Rennserien. Unter anderem war er für Renault tätig. Die Zeit als Mentor für junge Fahrer bei Renault bezeichnete er nachträglich als aufregend und mühsam, „weil die Burschen trotz aller guten Ratschläge und Ermahnungen nicht zu bändigen waren.“ Ebenfalls schwierig sei die Aufgabe als Instruktor im „Ford Fiesta Ladies Cup“ gewesen, wenn die Damen sich angifteten und er „die immer wieder aufflammenden Zickenkriege schlichten“ musste, wie es Rainer Braun beschrieb.
Weitere Stationen waren bei Porsche im „944 Turbo-Cup“ und bei Mercedes-AMG. Außerdem veranstaltete er auf dem Hockenheimring zweimal im Jahr für Besitzer schneller Sportwagen den „Glemser Speed Day“. Ansonsten fuhr Glemser bis ins vorgerückte Alter mehrere hundert Kilometer pro Woche mit seinem Rennrad, wechselte aber irgendwann auf ein Mountain-Bike.
Glemser ist verheiratet und hat drei Töchter. Er lebt mit seiner Frau in der Nähe von Leonberg.

## Erfolgsliste (Auszug)
- 1969: Deutscher Rundstrecken-Meister auf Ford Escort TwinCam
- 1971: Europameister bei den Tourenwagen[5]
- 1971: Sieger der 24 Stunden von Spa-Francorchamps
- 1972: 11. im Gesamtklassement bei den 24 Stunden von Le Mans (Ford Capri RS 2600)
- 1973: Deutscher Rennsportmeister mit einem Zakspeed-Ford Escort
- 1974: Deutscher Rennsportmeister mit einem Zakspeed-Ford Escort

## Statistik

### Le-Mans-Ergebnisse
| Jahr | Team                       | Fahrzeug          | Teamkollege      | Teamkollege | Platzierung | Ausfallgrund  |
| ---- | -------------------------- | ----------------- | ---------------- | ----------- | ----------- | ------------- |
| 1965 | Porsche System Engineering | Porsche 904/6     | Günter Klass     |             | Ausfall     | Antriebswelle |
| 1972 | Ford Deutschland           | Ford Capri 2600RS | Àlex Soler-Roig  |             | Rang 11     |               |
| 1973 | Ford Motorenwerke          | Ford Capri LV     | John Fitzpatrick | Hans Heyer  | Ausfall     | Kurbelwelle   |

### Sebring-Ergebnisse
| Jahr | Team                       | Fahrzeug        | Teamkollege | Platzierung | Ausfallgrund    |
| ---- | -------------------------- | --------------- | ----------- | ----------- | --------------- |
| 1966 | Porsche System Engineering | Porsche 904 GTS | Udo Schütz  | Ausfall     | Getriebeschaden |

### Einzelergebnisse in der Sportwagen-Weltmeisterschaft
| Saison | Team           | Rennwagen               | 1   | 2   | 3   | 4   | 5   | 6   | 7   | 8   | 9   | 10  | 11  | 12  | 13  | 14  | 15  | 16  | 17  | 18  | 19  | 20  |
| ------ | -------------- | ----------------------- | --- | --- | --- | --- | --- | --- | --- | --- | --- | --- | --- | --- | --- | --- | --- | --- | --- | --- | --- | --- |
| 1962   | Dieter Glemser | Porsche 356             | DAY | SEB | SEB | MAI | TAR | BER | NÜR | LEM | TAV | CCA | RTT | NÜR | BRI | BRI | PAR |     |     |     |     |     |
| 1962   | Dieter Glemser | Porsche 356             |     |     |     | 11  |     |     |     |     |     |     |     |     |     |     |     |     |     |     |     |     |
| 1965   | Porsche        | Porsche 904             | DAY | SEB | BOL | MON | MON | RTT | TAR | SPA | NÜR | MUG | ROS | LEM | REI | BOZ | FRE | CCE | OVI | NÜR | BRI | BRI |
| 1965   | Porsche        | Porsche 904             |     |     |     |     |     |     |     |     | DNF |     |     |     |     |     |     |     |     |     |     |     |
| 1966   | Porsche        | Porsche 904 Porsche 906 | DAY | SEB | MON | TAR | SPA | NÜR | LEM | MUG | CCE | HOK | SIM | NÜR | ZEL |     |     |     |     |     |     |     |
| 1966   | Porsche        | Porsche 904 Porsche 906 |     | DNF | 7   | DNF | DNF | DNF |     |     |     |     |     |     |     |     |     |     |     |     |     |     |
| 1967   |                | Porsche 906             | DAY | SEB | MON | SPA | TAR | NÜR | LEM | HOK | MUG | BRH | CCE | ZEL | OVI | NÜR |     |     |     |     |     |     |
| 1967   |                | Porsche 906             |     |     |     |     |     | DNF |     |     |     |     |     |     |     |     |     |     |     |     |     |     |
| 1968   | IGFA           | Porsche 911             | DAY | SEB | BRH | MON | TAR | NÜR | SPA | WAT | ZEL | LEM |     |     |     |     |     |     |     |     |     |     |
| 1968   | IGFA           | Porsche 911             |     |     |     | 8   |     | 37  | 11  |     |     |     |     |     |     |     |     |     |     |     |     |     |
| 1972   | Ford           | Ford Capri              | BUA | DAY | SEB | BRH | MON | SPA | TAR | NÜR | LEM | ZEL | WAT |     |     |     |     |     |     |     |     |     |
| 1972   | Ford           | Ford Capri              |     |     |     |     |     |     |     | 7   | 11  |     |     |     |     |     |     |     |     |     |     |     |
| 1973   | Ford           | Ford Capri              | DAY | VAL | DIJ | MON | SPA | TAR | NÜR | LEM | ZEL | WAT |     |     |     |     |     |     |     |     |     |     |
| 1973   | Ford           | Ford Capri              |     |     |     |     |     |     | DNF | DNF |     |     |     |     |     |     |     |     |     |     |     |     |